# Municipio de Hatfield
El municipio de Hatfield  (en inglés: Hatfield Township) es un municipio ubicado en el condado de Montgomery en el estado estadounidense de Pensilvania. En el año 2000 tenía una población de 16.712 habitantes y una densidad poblacional de 647,7 personas por km².

## Geografía
El municipio de Hatfield se encuentra ubicado en las coordenadas 40°16′38″N 75°15′37″O / 40.27722, -75.26028.

## Demografía
Según la Oficina del Censo en 2000 los ingresos medios por hogar en la localidad eran de $57,247 y los ingresos medios por familia eran $68,409. Los hombres tenían unos ingresos medios de $45,596 frente a los $30,439 para las mujeres. La renta per cápita para la localidad era de $25,051. Alrededor del 3,9% de la población estaban por debajo del umbral de pobreza.